# Donje Lopiže
Donje Lopiže (izvirno srbsko Доње Лопиже) je naselje v Srbiji, ki upravno spada pod Občino Sjenica; slednja pa je del Zlatiborskega upravnega okraja.

## Demografija
V naselju živi 108 polnoletnih prebivalcev, pri čemer je njihova povprečna starost 52,3 let (51,3 pri moških in 53,4 pri ženskah). Naselje ima 46 gospodinjstev, pri čemer je povprečno število članov na gospodinjstvo 2,67.
To naselje je popolnoma srbsko (glede na rezultate popisa iz leta 2002), a v času zadnjih treh popisov je opazno zmanjšanje števila prebivalcev.
|  |

| Demografija | Demografija     | Demografija     |
| Leto        | Št. prebivalcev | Št. prebivalcev |
| ----------- | --------------- | --------------- |
|             |                 |                 |
|             |                 |                 |
|             |                 |                 |
|             |                 |                 |
| 1948        | 584             |                 |
| 1953        | 632             |                 |
| 1961        | 579             |                 |
| 1971        | 418             |                 |
| 1981        | 244             |                 |
| 1991        | 136             | 136             |
| 2002        | 123             | 123             |
|             |                 |                 |

| Etnična sestava po popisu iz leta 2002 | Etnična sestava po popisu iz leta 2002 | Etnična sestava po popisu iz leta 2002 | Etnična sestava po popisu iz leta 2002 | Etnična sestava po popisu iz leta 2002 |
| -------------------------------------- | -------------------------------------- | -------------------------------------- | -------------------------------------- | -------------------------------------- |
| Srbi                                   | Srbi                                   |                                        | 123                                    | 100,0%                                 |
| Neznano                                | Neznano                                |                                        | 0                                      | 0,0%                                   |